# Tiny Tim
Tiny Tim, rodným jménem Herbert Butros Khaury, (12. dubna 1932 – 30. listopadu 1996) byl americký zpěvák a hráč na ukulele. Jeho matka pocházela z Brest-Litovska v tehdejším Polsku, otec z Bejrútu. Od jedenácti let hrál na housle, později na mandolínu a nakonec přešel k ukulele. Své první album God Bless Tiny Tim vydal v roce 1968 na značce Reprise Records, jeho producentem byl Richard Perry. Později vydal řadu dalších alb. Mezi jeho největší hity patří písně „Tiptoe Through the Tulips“ a „Livin' in the Sunlight, Lovin' in the Moonlight“, které nazpíval falzetem. Jeho deska Prisoner of Love: A Tribute to Russ Columbo obsahuje coververze písní Russe Columba. Na jedno ze svých alb zařadil coververzi písně „Highway to Hell“ od rockové kapely AC/DC. Koncem září 1996 utrpěl během koncertu infarkt myokardu a strávil několik týdnů v nemocnici. Lékaři mu doporučili, aby se vyvaroval dalších koncertů, nicméně on je ignoroval a o dva měsíce později utrpěl na pódiu další infarkt a následně zemřel.